# Rhododendron uwaense
Rhododendron uwaense är en ljungväxtart som beskrevs av Hiroshi Hara och T. Yamanaka. Rhododendron uwaense ingår i släktet rododendron, och familjen ljungväxter. Inga underarter finns listade i Catalogue of Life.